# 安田義章
安田 義章（やすだ よしあき、本名：安田安造<やすだ やすぞう>、1918年<大正7年>1月22日 - 2008年<平成20年>10月18日）は、日本の性風俗研究家、AV男優である。最晩年の別称は安田老人。

## 生涯
1918年（大正7年）1月22日、指物師である父、安田利作、母、キヨノの長男として、東京都荒川区にて出生。生家は職人を何人も雇う、家具製造所であった。木工が好きではなかった安造は、高等小学校卒業後の1930年（昭和5年）、神田の文房具店に奉公に出された。
この頃、得意先の女子店員に誘惑されたり、公衆便所を覗いたりして性に目覚める。
その後、築地の魚河岸で働くが、1年もしないうちに辞め、実家へ戻った。
1934年（昭和9年）頃から、横浜市の鉄工所で働く。
その頃、安田は横浜競馬場に馬券の投票機械を設置をする仕事をしている間に競馬場の売上金18万円が盗まれる事件が発生し、事件と無関係だった安田も、被疑者扱いされ、警察によって拷問をうけている。その後、1935年（昭和10年）には赤羽の電気機械工場に転職している。
1937年（昭和12年）、安田は徴兵検査を受け、第一乙種に合格。
翌1938年（昭和13年）、安田は小樽港から、中国大陸へ出征する。
この際、安田は、日本軍の横暴を目撃する事となる
1939年（昭和14年）、上等兵に昇進、同年、河南省で歩哨中、敵軍から投げられた手榴弾が至近で爆発し
破片で重傷を負い野戦病院に入院する。その後、天津の病院にて、薬剤士官に平手打ちを喰らわせ、1940年（昭和15年）に内地に送還される。
除隊後、中島飛行機にて航空機エンジンの組立工として勤務。その後1942年（昭和17年）に結婚している。
1944年（昭和19年）、空襲がひどくなると妻子を疎開させ、自らは中島飛行機の工員として
東京に残った。
そして終戦後は、下駄作りをして糊口をしのいだ。
1950年（昭和25年）、家具購入の仲介をしたことから、高橋鐵と知り合う。
そして、写真の腕を買われ、高橋の主宰する生活心理学会に入会し、本業の家具屋の傍ら、高橋の助手を務めることとなる。
1954年5月、妻を病気で亡くすが、翌年再婚。
この頃から、性への興味を一層深め、公衆便所にて放尿写真を撮ること熱中した。
1968年（昭和43年）、それまで順調だった家具工場の経営が、不渡り手形をつかまされ、工場は倒産、自らは東京から熊谷市に転居し、商品ケース関連の仕事に従事することとなった。この時、友人の勧めもあり、安造から義章へと改名した。
1971年（昭和46年）、高橋鐵が死去。日本生活心理学会は解散する。
その後、安田は仲間と一緒にスワッピングパーティーやヌード撮影会に参加していたが、
1980年代には、11PMなどにたびたび出演。サブカルチャー界から注目され始める90年代初頭、以前自らが所有する春画を貸したことある伊勢鱗太朗からAVの撮影現場の見学に誘われ、成り行きでAV男優として出演。その後は、1990年代初頭から2000年代半ばにかけて、100本以上のアダルトビデオに出演した。
また、安田が40年近くにわたって撮りためたフィルムを再編集したアダルトビデオがこの時期に数多く発売されている。2005年頃、脚を痛め、AV男優を休業。その後も、収集した膨大な資料やフィルムの整理、AV男優復帰にむけてのリハビリを死の直前まで続けていた。
2008年（平成20年）10月18日、老衰のため90歳で死去。

## 人物
- 初体験は18歳のとき、相手は夫が出征中の人妻だった。
- 中国大陸に出征中、当時の金で120円でドイツ製カメラを購入。軍務の傍ら、写真撮影に熱中した。カメラは内地送還の際に没収されたが、そこで磨いた写真技術が、高橋鐵とつながりができた際に役立つこととなる。
- 高橋鐵には数多くのファンがいたがアルコール使用障害や気難しい性分のため、多くの人間は彼の元から去っていった。しかし、安田は高橋が死ぬまでの20年以上にわたり助手を務めた数少ない一人である。
- 高橋鐵の助手として、資料のマイクロフィルムへの複写のみならず、地方の名家などに所蔵されている春画を撮影用器具を自ら作るなどしながら、フィルムに収めることに心血を注いだ。出先の旅館で複写のために徹夜することもしばしばだったという。フィルムに収められた春画は一万点以上にのぼる。

## 著書・関連書籍
- 性豪－安田老人回想録(聞き手　都築響一)　アスペクト　2006年